# Slovenia International 1995
Die Slovenia International 1995 als offene internationale Meisterschaften von Slowenien im Badminton fanden vom 20. bis zum 23. Oktober 1995 in Ljubljana statt.

## Titelträger
| Disziplin    | Sieger                         |
| ------------ | ------------------------------ |
| Herreneinzel | Denis Pešehonov                |
| Dameneinzel  | Maja Pohar                     |
| Herrendoppel | Stephan Schneider Markus Hegar |
| Damendoppel  | Maja Pohar Urša Jovan          |
| Mixed        | Andrej Pohar Maja Pohar        |